# 스파르타크역
스파르타크역(러시아어: Спартак)은 모스크바 지하철 타간스코 크라스노프레스넨스카야 선의 역이다. 1975년 본 노선에서 이 역을 구 투시노 비행장 인근의 조성될 주거단지를 대비하여 옥탸브리스코예 폴레 - 플라네르나야 구간 개통 시점에서 개장하기 위해 구조물을 미리 만들었지만, 40년 동안 미완성 상태로 남아 있었다. FC 스파르타크 모스크바의 홈구장인 오트크리티예 아레나 스타디움의 개장이 2014년 8월 27일 역의 개통과 동시에 완공되었다. 결과적으로, 원래 역명으로 계획된 "볼로콜롬스카야(러시아어: Волоколамская)"에서 현재의 역명으로 변경되었다.
40년 동안 방치되었다가 개통한 이 역은, 모스크바 지하철에서 가장 오래된 미개발 시설이었다.

## 역사
모스크바의 1960년대 확장계획은 구 투시노 비행장에 시립주택지구를 건설할 것을 요구했고, 역은 개통할 예정이었다. 원래 계획 당시 이 역은 비행장의 이름을 따서 아어로폴레(Aeropolye)라고 명명되었다. 그러나 계획한 토지는 구조적으로 완성되었음에도 불구하고 결코 건설되지 않았고 역은 미완성 상태로 남게 된 것이다. 지하철 여행자들은 특히 역이 반대 방향으로 운행하는 기차에 의해 조명되었을 때 슈킨스카야와 투신스카야 사이의 열차 창 밖으로 역의 모습을 볼 수 있었다. 시는 2012년 오트리티예 아레나 건설과 연계해 공사를 재개했다.
최종적으로 스파르타크 역은 2014년 8월 27일에 개장하였다.

## 구조
스파르타크 역은 전형적인 기둥과 트리스판이 적용된 "노바야 소로코노즈카"가 디자인하였다. 계단은 반대쪽 끝에 위치하며 역사는 2014년에 건설되었고 북쪽은 지상, 남쪽은 지하에 있다.

## 사진

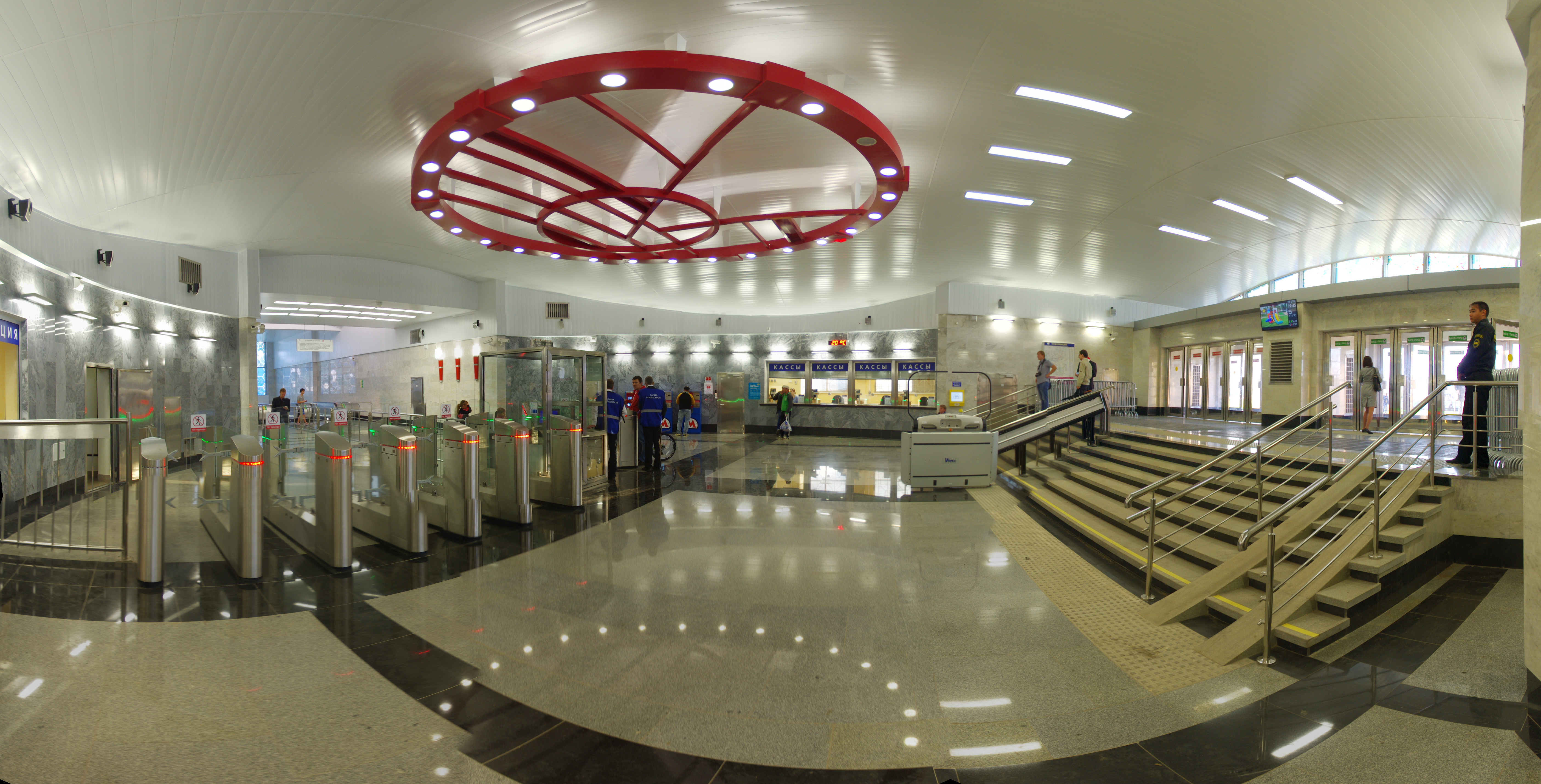
대합실
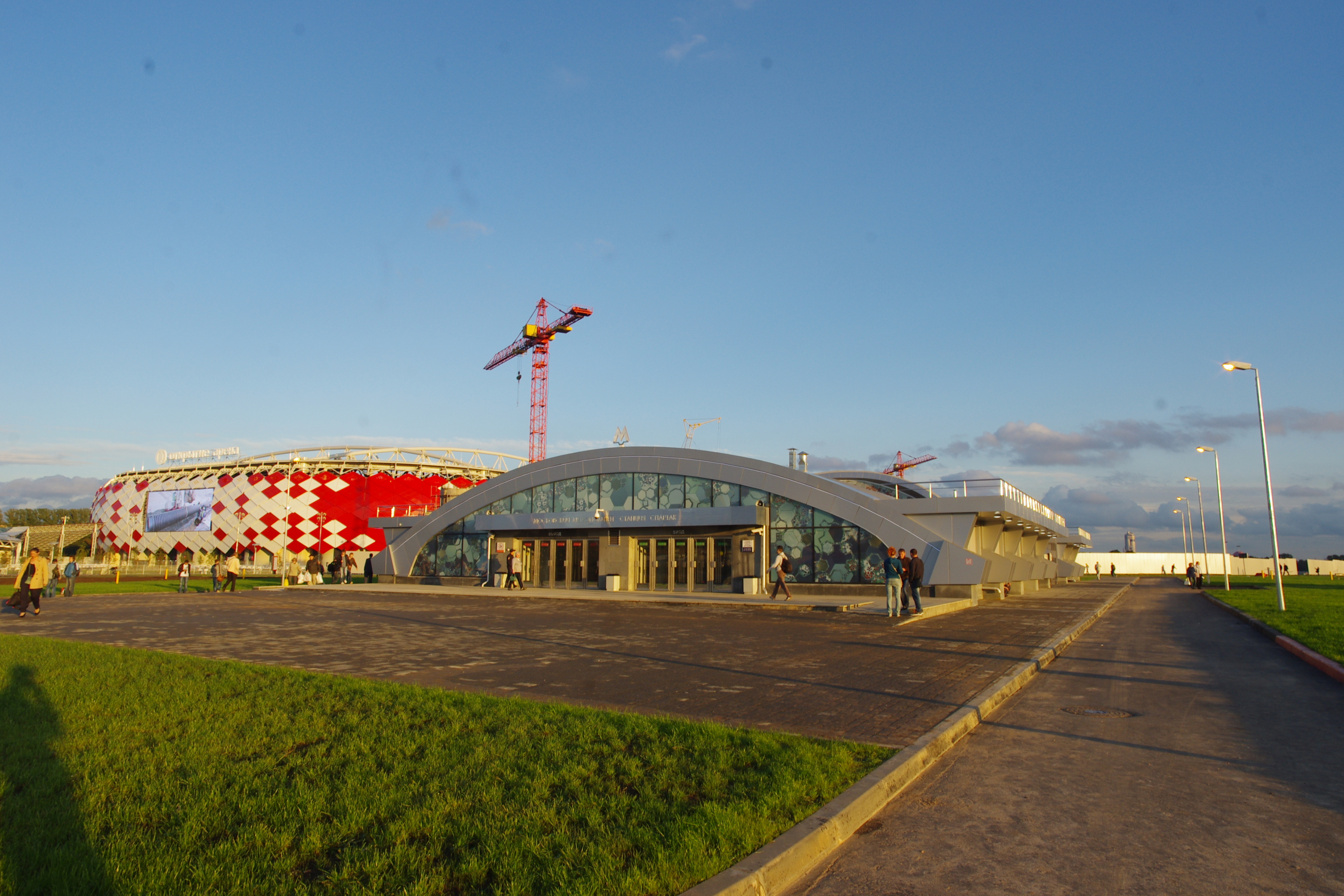
출입구와 경기장
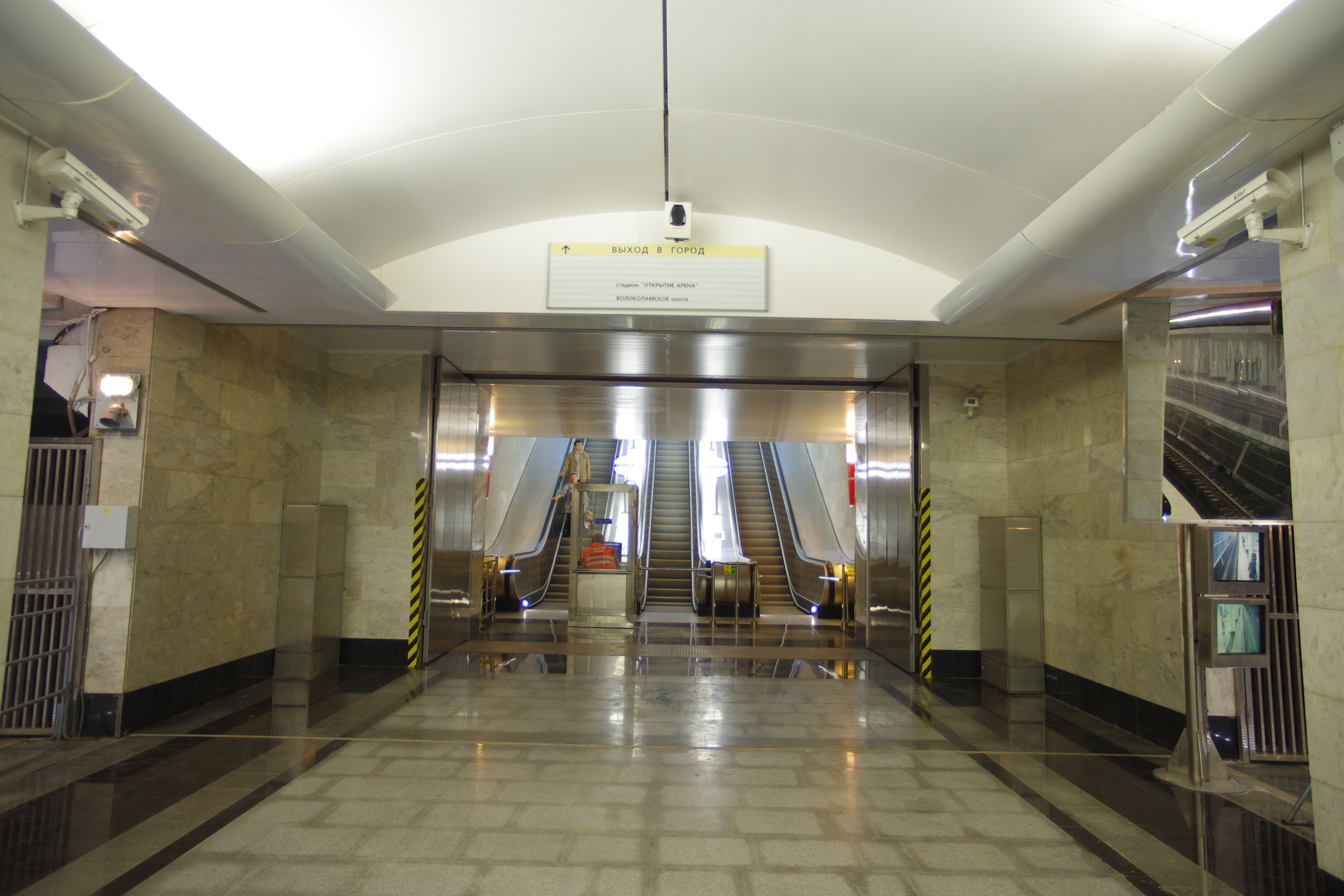
에스컬레이터

## 같이 보기
- (러시아어) nashemetro.ru